# 陳柳
陳 柳（ちん りゅう、ベトナム語：Trần Liễu / 陳柳、建嘉元年（1211年） - 元豊元年4月1日（1251年4月23日））は、陳朝大越の皇族。

## 生涯
李朝の権臣であった陳承の長男。皇帝恵宗の長女の李氏莹を妻とした。
初め、弟である陳朝初代皇帝の太宗を補佐していたが、陳朝の事実上の最高指導者であった従叔の陳守度と政治の実権を争う。建中4年（1228年）に太尉に任じられ、天応政平3年（1234年）に太上皇であった陳承が没すると、「顕皇」の称号が与えられ、その宮殿であり後に歴代太上皇が住んでいた聖慈宮に住んでいたことから、父の没後は太上皇と同格の地位であった、もしくは実際に太上皇の地位を与えられていたとする説もある。
ところが、天応政平5年（1236年）に李朝旧妃と通じた疑いをかけられて懐王に落とされ、続いて天応政平6年（1237年）に陳守度が、太宗に子が出来ないことを理由に太宗と皇后の李仏金（李氏莹の妹）を離縁させ、代わりに李氏莹を強引に召し出して陳柳と離縁させて、新しい皇后とした。
これに激怒した陳柳は兵を挙げるも、陳柳の失脚を図る陳守度の思う壺となり、陳柳の軍はたちまちのうちに打ち破られてしまう。
太宗の執り成しで陳柳の罪は不問とされて安生王に改封されたが、政治生命を絶たれた陳柳は陳守度を恨みながら病没したという。